# Baiba Eglīte
Baiba Eglīte (Riga, 9 gennaio 1989) è una cestista lettone.

## Carriera
Con la Lettonia ha disputato i Campionati mondiali del 2018.